# Tropidurus arenarius
Tropidurus arenarius är en ödleart som beskrevs av  Johann Jakob von Tschudi 1845. Tropidurus arenarius ingår i släktet Tropidurus och familjen Tropiduridae. IUCN kategoriserar arten globalt som otillräckligt studerad.
Artens utbredningsområde är Peru. Inga underarter finns listade i Catalogue of Life.